# ارنست لمان
ارنست لمان (انگلیسی: Ernest Lehman؛ زاده ۸ دسامبر ۱۹۱۵ درگذشته ۲ ژوئیهٔ ۲۰۰۵) یک فیلم‌نامه‌نویس، تهیه‌کننده، کارگردان اهل ایالات متحده آمریکا بود.
در طول جنگ جهانی دوم او در موسسه رادیویی نیوانگلند آموزش دید، سپس به عنوان اپراتور رادیویی برای صنعت هوانوردی کار کرد.

## فیلم‌شناسی
- مقامات اجرایی (۱۹۵۴)
- سابرینا (به همراه بیلی وایلدر & ساموئل ای تیلور) (۱۹۵۴)
- پادشاه و من (۱۹۵۶)
- بوی خوش موفقیت (به همراه کلیفورد اودتس) (۱۹۵۷) (همچنین داستان)
- شمال از شمال غربی (۱۹۵۹)
- از تراس (۱۹۵۹)
- داستان وست ساید (۱۹۶۱)
- پاداش (۱۹۶۳)
- اشک‌ها و لبخندها (۱۹۶۵)
- چه کسی از ویرجینیا وولف می‌ترسد؟ (۱۹۶۶)
- سلام، دالی! (۱۹۶۹)
- Portnoy's Complaint (۱۹۷۲ (همچنین کارگردانی)
- توطئه خانوادگی (۱۹۷۶)
- یکشنبه سیاه (۱۹۷۷)